# Wolgalied (schaken)
In 1977 speelde de schaker Vlastimil Hort een partij tegen Lev Alburt in de schaakopening Ben-Oni in de variant Wolgagambiet waaraan Lex Jongsma gekscherend de naam Het Wolgalied van Hort gegeven heeft.
De zetten hiervan zijn:
1.d4 Pf6 2.c4 c5 3.d5 b5 4.cxb5 a6 5.bxa6 g6 6.Pc3 Lxa6 7.Pf3 d6 8.g3 Lg7 9.Lg2 Pbd7 10.0-0 Pb6 11.Te1 0-0 12.Pd2 Dc7 13.Tb1 Db7 14.b3 Pfxd5 15.Pxd5 Pxd5 16.Pf1 Pc3 17.Lxb7 Lxb7 18.Dd3 Le4 19.De3 Ld4 20.Dh6 Lxb1 21.a3 La2 22.Pd2 Tfb8 23.b4 cxb4 24.axb4 Txb4 25.Pf3 Lg7 26.Dh3 Le6 27.Df1 Lc4 28.Kg2 Ta1 29.Pg1 Tbb1 30.Kh3 h5 31.f4 Le6+ 32.Kg2 Pd5 33.Kf3 Lc3 34.Td1 Lb2 35.Lxb2 Txd1 36.Lxa1 Txf1+ 37.Ke4 Txa1 (0-1) diagram